# Serrat de Sotllo
El Serrat de Sotllo és una serra situada al municipi d'Alins a la comarca del Pallars Sobirà, amb una elevació màxima de 2.609 metres.